# Brzostek

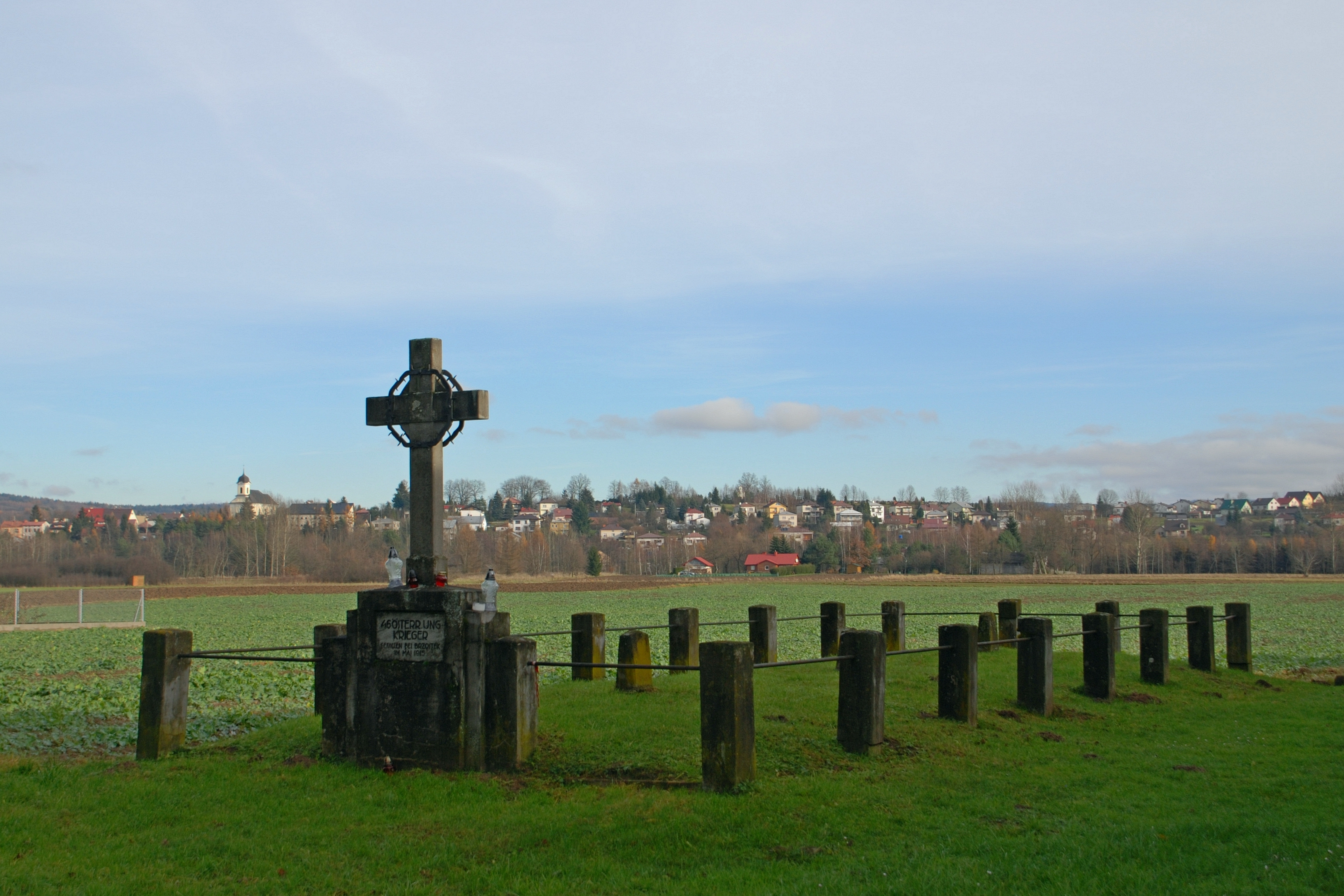
Cemitério de guerra histórico n.º 222 de 1915

Brzostek é um município da Polônia, na voivodia da Subcarpácia, condado de Dębica e sede da comuna urbana e rural de Brzostek. Estende-se por uma área de 8,76 km², com 2 697 habitantes, segundo os censos de 2016, com uma densidade de 308 hab/km².
Está localizado próximo ao rio Wisłoka, na fronteira entre as montanhas Ciężkowice e Strzyżowskie, região de Sandomierz, na histórica Pequena Polônia. Era uma cidade na voivodia de Sandomierz em 1629. Em 1975-1998, a cidade pertencia administrativamente à voivodia de Tarnów.
Brzostek é um centro comercial e de serviços para as aldeias vizinhas: lojas, centro de saúde, empresas de serviços, biblioteca pública, escolas primárias e secundárias do Complexo Escolar João Paulo II.

## História
A primeira menção escrita a Brzostek apareceu nos documentos do legado papal Gilo de Paris nos anos 1123–1125. Brzostek é uma das cidades mais antigas da voivodia da Subcarpácia, confirmada por documentos escritos em Cracóvia (maio de 1123 - janeiro de 1125) e emitidos pelo legado papal de Calisto II, a pedido do duque Boleslau III. Gilo confirmou as posses do mosteiro beneditino de Tyniec adquiridas em 1105 e os limites da nova diocese de Włocławek, entre outros: Bieździedza, Kratowice, Pilzno, Brzostek (Brestek), Kleta (Clececi), Dęborzyn (Doborin), Szebnie e a vila de "Vnochovici" (Januszkowice?). Brzostek foi fundado muito antes. Naquela época, era uma pequena vila pertencente à abadia beneditina de Tyniec.
A partir do século XIV, a vila se desenvolveu devido ao comércio. Em 1367, os beneditinos de Tyniec concederam os direitos de cidade para Brzostek. A história da cidade é rica em eventos interessantes: no século XVI, Brzostek foi completamente incendiada pelo exército húngaro e no século XVII, pelo exército do príncipe da Transilvânia, Jorge Rákóczi II.
Em fevereiro de 1846, um camponês de Smarżowa, Jakub Szela, chefiou o Massacre galego.
No século XIX, Ignacy Łukasiewicz, o criador da lâmpada de querosene, abriu sua farmácia aqui. Em 1833, Aleksander Gryglewski nasceu na cidade, mais tarde foi professor na Escola de Belas Artes de Cracóvia e um conhecido pintor de monumentos poloneses.
Em 1934, Brzostek tornou-se uma comuna rural, mas manteve o direito de usar o nome histórico da cidade. Durante a Segunda Guerra Mundial, a cidade passou por uma pacificação, os alemães assassinaram judeus e as perdas de edifícios foram superiores a 65%.
Em 1985, a comuna foi premiada com a Cruz Partisan.
A cidade tinha os direitos de cidade dos anos de 1367 a 1934. Eles foram restaurados em 1 de janeiro de 2009.

## Comunidades religiosas
- Igreja católica romana:
  - Paróquia da Exaltação da Santa Cruz, pertencente à forania de Brzostek, diocese de Rzeszów.
- Testemunhas de Jeová:
  - Igreja de Brzeziny-Brzostek, Salão do Reino.

## Monumentos históricos
- A praça principal de Brzostek, que inclui edifícios da classe média dos séculos XVIII e XIX
- Igreja de 1818 com móveis de interior dos séculos XVI e XIX
- Cemitérios militares: n.º 222, n.º 223, n.º 224, n.º 225
- Cemitério judeu em Brzostek
- Sinagoga de Brzostek
- Capelas dos séculos XVII-XIX

## Economia
As maiores empresas:
- Marbet – produtora de materiais de construção
- EKIW Sp. z o.o. – fabricante de máquinas agrícolas e peças de reposição
- Fem Poland Sp. z o.o. – produtora de velas artísticas
- Rubicello – produtora e distribuidora de jóias, bolsas e embalagens decorativas
- Emar Sp. j. – transportadora internacional

## Esportes
Na cidade, há um clube de futebol, Brzostowianka Brzostek, jogando na Klasa B, no grupo Dębica I e na seção de tênis de mesa.